# Грибанов, Евгений Никитич
Евгений Никитич Грибанов (21 июня 1895, Омск — 20 марта 1941, Уфа) — учёный-физик, профессор, декан физико-математического факультета Башкирского педагогического института имени К. А. Тимирязева, а также преподаватель Уфимского физического института и заведующий кафедрой физики в БГМИ.

## Биография
Родился 21 июня 1895 года в городе Омск в семье профессора Сибирской сельхозакадемии.
После окончания школы поступил на физико-математический факультет Московского государственного университета, который окончил в 1918 году. После этого переехал в город Красноярск, где некоторое время преподавал в сельскохозяйственном политехникуме. Под угрозой расстрела Грибанов был мобилизован в ряды отступавшей на восток Белой армии, однако числился в обозе и не принимал участия в военных действиях. С 1923 года преподавал в Уфе на кафедре физики в Уфимском физическом институте и Башкирском государственном медицинском институте, в котором с 1932 года занимал должность заведующего кафедрой физики. С 1937 года в газетах «Красная Башкирия», «Правда» и «Комсомольская правда» выпускался ряд клеветнических статей, обличающих Грибанова в подрывной деятельности и противодействию росту местных национальных кадров в университете. В марте 1941 года в возрасте 45 лет Евгений Никитич умер и был похоронен на Сергиевском кладбище города Уфы.

## Преподавательская деятельность
После переезда в Уфу работал преподавателем в Башкирском педагогическом институте имени К. А. Тимирязева (ныне Башкирский государственный университет). С 1930 года Е. Н. Грибанов — доцент и заведующий кафедрой физики, руководитель IV физического отделения Уфимского физического института, научный руководитель электрофизической лаборатории УФИ. В 1932 году Наркомздравом РСФСР он был утвержден профессором. Одновременно преподавал в Уфимском физическом институте и в БГМИ, где в 1932 году основал кафедру физики и до 1939 года был её заведующим.

## Научная деятельность
Научная деятельность Грибанова связана с исследованиями в области электроники, радиоактивности природных сред, а также предпринимал попытки развивать научные исследования и в других областях. Евгений Никитич предложил способ определения работы выхода электронов с поверхности металлов, использование высокочастотных колебаний для дегидратации водно-нефтяных эмульсий, а также исследовал действие коротковолновых излучений на процессы окисления парафинов в нефти, изучал пьезоэлектрические свойства кварцев Зауралья. Именно ему принадлежит идея проведения исследований радиоактивности воздуха, почв и вод Башкирии, причем первые попытки этого были предприняты уже в 1924 году. Кроме этого Е. Н. Грибанов предложил оригинальный метод измерения вакуума в электронных лампах по величине их тока накала, новый способ модуляции на сетку электронных ламп, а также разработал ряд приемов восстановления электронных ламп с активированным катодом с целью продления срока их службы. Также Грибанов был большим энтузиастом в области радиолюбительства. Ещё в сентябре 1927 года им был разработан и изготовлен достаточно мощный коротковолновый передатчик, действовавший при Уфимском физическом институте, с помощью которого были установлены связи с радиолюбителями России и зарубежных стран. Важно отметить, что в 1934 году он написал учебник по радиотехнике на башкирском языке.